# روني روميرو
روني روميرو (بالإسبانية: Ronnie Romero)‏ هو مغني وشاعر تشيلي، ولد في 20 نوفمبر 1981 في سانتياغو في تشيلي.

## وصلات خارجية
- روني روميرو على موقع ميوزك برينز (الإنجليزية)
- روني روميرو على موقع أول ميوزيك (الإنجليزية)
- روني روميرو على موقع ديسكوغز (الإنجليزية)